# Балта (комуна)
Балта (рум. Balta) — комуна у повіті Мехедінць в Румунії. До складу комуни входять такі села (дані про населення за 2002 рік):
- Балта (388 осіб) — адміністративний центр комуни
- Горновіца (248 осіб)
- Коада-Корнетулуй (68 осіб)
- Костешть (265 осіб)
- Невецу
- Прежна (352 особи)
- Сфодя (120 осіб)

Комуна розташована на відстані 278 км на захід від Бухареста, 28 км на північ від Дробета-Турну-Северина, 146 км на південний схід від Тімішоари, 112 км на північний захід від Крайови.

## Населення
За даними перепису населення 2002 року у комуні проживала 1441 особа, усі — румуни. Усі жителі комуни рідною мовою назвали румунську.
Склад населення комуни за віросповіданням:
| Релігія       | Кількість осіб | Відсоток |
| ------------- | -------------- | -------- |
| православні   | 1440           | 99,9%    |
| п'ятдесятники | 1              | 0,1%     |